# Focus Jeerakul
Focus Jeerakul (โฟกัส จีระกุล, spesso traslitterato come Focus Jirakul) (Bangkok, 14 febbraio 1993) è un'attrice thailandese, conosciuta in particolare per l'interpretazione di Noi-Naa nel film Fan Chan.

## Filmografia

### Cinema
- Fan Chan, regia di Vitcha Gojiew, Songyos Sugmakanan, Nithiwat Tharathorn, Witthaya Thongyooyong, Adisorn Tresirikasem e Komgrit Triwimol (2003)
- The Possible, regia di Witthaya Thongyooyong (2006)
- Ghost Mother, regia di Theeratorn Siriphunvaraporn (2007)
- Hormones, regia di Songyos Sugmakanan (2008)
- Seven Something, regia di Jira Maligool, Adisorn Trisirikasem e Paween Purikitpanya (2012)
- 3 A.M. 3D, regia di Patchanon Thammajira, Kirati Nakintanon e Isara Nadee (2012)
- The Eyes Diary, regia di Chookiat Sakveerakul (2014)

### Televisione
- Kru Whai Jai Rai - serie TV (2004)
- Wai Son Kon Mahatsajan - serie TV (2004)
- UFO Krop Krua Onlawayng - serie TV (2005)
- Nung Ta Wan Pan Dao - serie TV (2005)
- Gaeng Seup 07 - serie TV (2005)
- 7 Mahatsajan - serie TV (2006)
- Pra Aatit Keun Raem - serie TV (2010)
- Ban Tuek Kam - serie TV (2011)
- Tad Hang Ploi Wad - serie TV (2011)
- Zeal 5 Kon Gla Tah Atam - serie TV (2012)
- Yommabaan Riak Pee - serie TV (2012)
- Club Friday the Series 2 - serie TV (2012)
- Wieng Roy Dao - serie TV (2014)
- Club Friday: The Series 4 - Rue rak thae cha phae khwam tongkan - serie TV (2014)
- Love Blood - serie TV (2014-2015)
- Club Friday the Series 5 - Kwarm rak gap kwarm lap - serie TV (2014-2015)
- Dang Ni Dap - serie TV (2016)
- Club Friday To Be Continued - Sanyaa Jai - serie TV (2016)
- Krop Krua Hansaa - serie TV (2016)
- U-Prince Series - serie TV, 5 episodi (2016-2017)
- Encore 100 - serie TV (2016)
- Club Friday the Series 8 - Rak tae mee reu mai mee jing - serie TV (2016-2017)
- Seasons of Love - serie TV (2018)
- Bangkok Ghost Stories - serie TV (2018)
- Sanaeha Maya - serie TV (2018)
- Transistor Love Story - serie TV (2018)
- Bpom Rak Salab Huajai - serie TV (2019)
- Rong Tao Naree - serie TV (2019)
- Graseu Lam Sing - serie TV (2021)

## Doppiaggio
- La tela di Carlotta (Charlotte's Web), regia di Gary Winick (2006)
- Doraemon - Il film: Nobita e la nascita del Giappone (ドラえもん のび太の日本誕生?), regia di Shinnosuke Yakuwa (2016)

## Discografia

### Singoli
- 2009 - Ror Tur Hun Mah
- 2015 - Superstar

#### Collaborazioni
- 2016 - Fan Pai... Rue Plao (con Isariya Patharamanop)